# Agora

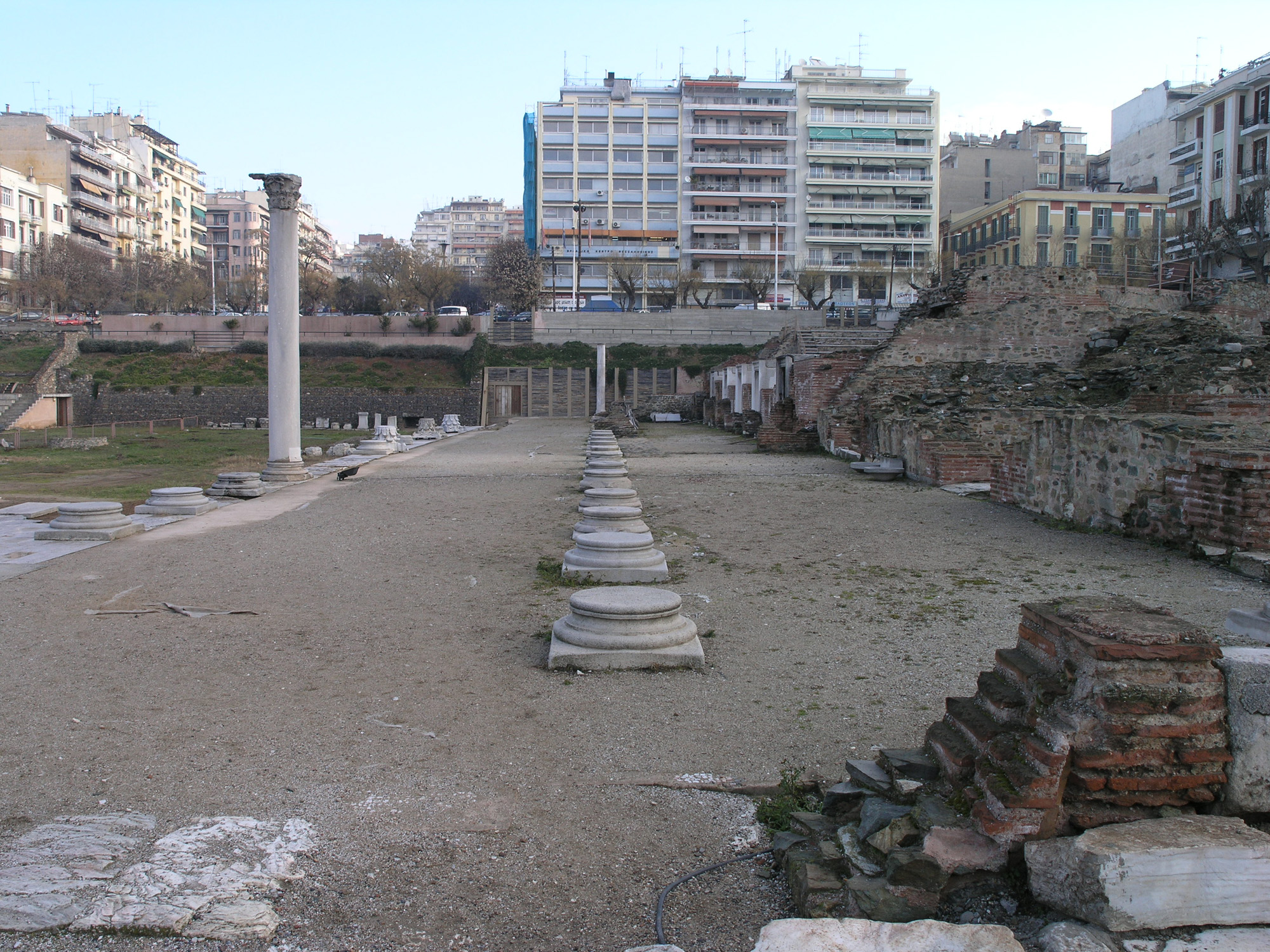
Ruinele unei agora din Salonic

Agora era o piață publică a orașelor grecești antice. Aici, în fața poporului adunat, regele se prezenta, purtând sceptrul și făcea cunoscute hotărârile pe care le luase împreună cu nobilii. Poporul aclama cu ovații, sau, dacă nu era de acord, se exprima prin tăcere. Piața era împodobită cu portice, cu clădiri civile ori religioase.
La atenieni, adunarea poporului în agora se ținea de trei ori pe lună, dimineața. Toți cetățenii erau datori să fie prezenți la întrunire. Cine venea târziu pierdea dreptul la indemnizație. Orice cetățean avea dreptul să vorbească. Cel mai în vârstă avea întietate. Oratorul punea pe cap o coroniță de mirt sau de măslin. Votarea se făcea prin ridicare de mâini, afară de ostracism, când numele celui ostracizat urma să fie scris pe un ciob.